# وال‌پول کراس کیز
وال‌پول کراس کیز (به انگلیسی: Walpole Cross Keys) یک روستا و محله مدنی در بریتانیا است که در King's Lynn and West Norfolk واقع شده‌است. وال‌پول کراس کیز ۴٫۰۳ کیلومتر مربع مساحت و ۵۱۸ نفر جمعیت دارد.